# ناحیه دیناج‌پور
ناحیه دیناج‌پور (به لاتین: Dinajpur District, Bangladesh) یک ناحیه در بنگلادش است که در استان رنگ‌پور واقع شده‌است.

## خصوصیات
ناحیه دیناج‌پور ۳٬۴۴۴٫۳۰ کیلومترمربع مساحت و ۲٬۹۹۰٬۱۲۸ نفر جمعیت دارد.